# Ходейда
Ходейда или Ал-Ходейда (на арабски: الحديدة) е град и административен център на мухафаза Ходейда, Йемен. Със своите 425 000 жители (2001 г.) това е четвъртият най-населен град в Йемен.

## История
Селището е упоменато за пръв път в писмен източник през 1454 – 1455 г. През 1520-те години е покорен от Османската империя и впоследствие е превърнат в един от основните пристанищни градове на вилает Йемен. От 17 век Ходейда е под контрола на йеменски имамати. Турците отново поемат контрол на града през 19 век. През 1899 г. той става административен център на вилает Ходейда.
През 1914 г., по времето на Първата световна война немските войски построяват телеграфна станция в града, което позволява по времето на арабското въстание да се предават съобщения от Истанбул до Германска Източна Африка. След това за известно време градът е превзет от английски войски, а след края на войната е предан на емират Асир.
През 1925 г. имамът на Йемен, Яхя бен Мохамед Хамид-ад-Дин отвоюва пристанищния град и региона Тихама. Така Ходейда влиза в състава на Йемен. През 1961 г., при сътрудничество със СССР, тук е построено дълбоководно пристанище и автомобилен път до Сана и Таиз.

### Инцидент в Ходейда от 1968 г.
През март 1968 г. съветски кораби доставят голяма партида оръжия в Ходейда за частите на командващия републиканската армия Хасан ал-Амри. Това изиграва решаваща роля в поражението на монархическите сили, но също така предизвиква бойни стълкновения в града между различни групировки на републиканците. Главна роля в Ходейда изиграва младшият офицер Али Абдула Салех, за което получава медал.

### Безредици от 2011 г.
През март 2011 г. в Ходейда се разразяват безредици и протести срещу президента Али Абдула Салех. Полицията открива огън по демонстрантите, когато те се насочват към сградата на кметството, в резултат на което поне 15 души загиват.

## Икономика
Ходейда е вторият по значение пристанищен град в Йемен. Изнася кафе, сушени плодове и кожи. Градът разполага с международно летище. Развита е памучно-хартиената, дървообработващата и корабостроителната промишленост. Работи и рибен комплекс, построен при сътрудничеството със СССР.

## Население
| Година               | 1974    | 1981    | 1986    | 1994    | 2001    | 2004    |
| Население, хил. души | 100 000 | 126 000 | 155 000 | 298 452 | 425 000 | 402 560 |